# Olenyoki
Az olenyoki a kora triász földtörténeti kor két korszaka közül a második. Az indusi korszakot követő olenyoki 251,2 millió évvel ezelőtt (mya) kezdődött és 247,2 mya zárult, a középső triász anisusi korszaka hajnalán.
A korszak nevét a szibériai Olenyok helynévről (folyó-, illetve városnév) kapta. Kínában regionális megfelelője a yongningzheni.

## Meghatározása
Kezdetét a Nemzetközi Rétegtani Bizottság meghatározása szerint a Neospathodus waageni konodonták, valamint a Meekoceras gracilitatis vagy a Hedenstroemia ammoniteszek legalacsonyabb előfordulási gyakorisága jelzi a korból származó kőzetrétegekben. Végét és az anisusi korszak kezdetét a Chiosella timorensis konodonták legalacsonyabb előfordulási gyakorisága jelzi a fosszíliákban.

## Élővilág
Az olenyoki idején fejlődött ki az Archosauria csoport (a mai madarak és krokodilok ősei) az Archosauriformes ősökből.